# Šípovec nosatý
Šípovec nosatý (Rhamphiophis rostratus) je jedovatý had obývající savany a trnité buše východní a jihovýchodní Afriky.

## Popis
Šípovec nosatý je statný had s výraznou hlavou, na které jsou nápadné velké oči s kulatými zorničkami a šupina na horní čelisti vytvářející rypáček. Zpravidla měří přibližně 1,2 m, ovšem může dorůstat i délky 1,6 m. Zbarvení na břišní straně bývá světlejší, nejčastěji krémově bílé. Barva hřbetu může být žlutavě hnědá až světle hnědá s nádechem do červena. Svým vzezřením může připomínat boomslanga, od toho jej ale odlišují tmavé pruhy na hlavě, které zasahují až za oči. 

## Taxonomie
Rhamphiophis oxyrhynchus rostratus byl spolu s Rhamphiophis oxyrhynchus oxyrhynchus považován za poddruh šípovce druhu Rhamphophis oxyrhynchus. Od roku 2008 je ale uváděn jako samostatný druh Rhamphiophis rostratus.

## Ekologie
Aktivní je zejména přes den, kdy prolézá úkryty a nory hlodavců, ale i termitiště a hledá svoji kořist. Jako potrava mu slouží hlodavci, ještěrky, nepohrdne však ani obojživelníky. Mladí jedinci se živí také hmyzem. Charakteristický je pro něj trhavý pohyb hlavou ze strany na stranu. V nebezpečí zpravidla varuje hlasitým syčením, k uštknutí dochází zřídka.

## Chov
V zoologických zahradách není téměř k vidění. Z evropských zoologických zahrad se s ním můžete setkat pouze v Zoo Praha, kde jsou chováni od roku 2004.Zoo Praha je také poprvé dokázala rozmnožit.